# Museo de Paleontología de Tocuila
Das Museo de Paleontología de Tocuila nahe der zentralmexikanischen Stadt Texcoco stellt Fossilien von einem der reichhaltigsten Faunenfundorte des Jungpleistozäns in Amerika aus. Dieser liegt in einem ehemaligen Zufluss des Texcoco-Sees. Die dort von einer internationalen Gruppe von Archäologen entdeckten zahlreichen Knochen, überwiegend von Mammuts, werden auf ein Alter zwischen 10.000 und 12.000 Jahren geschätzt.

## Lage
Das Museo de Paleontología de Tocuila befindet sich in der Straße 16 de Septiembre im Dorf San Miguel Tocuila im Bundesstaat México.

## Geschichte

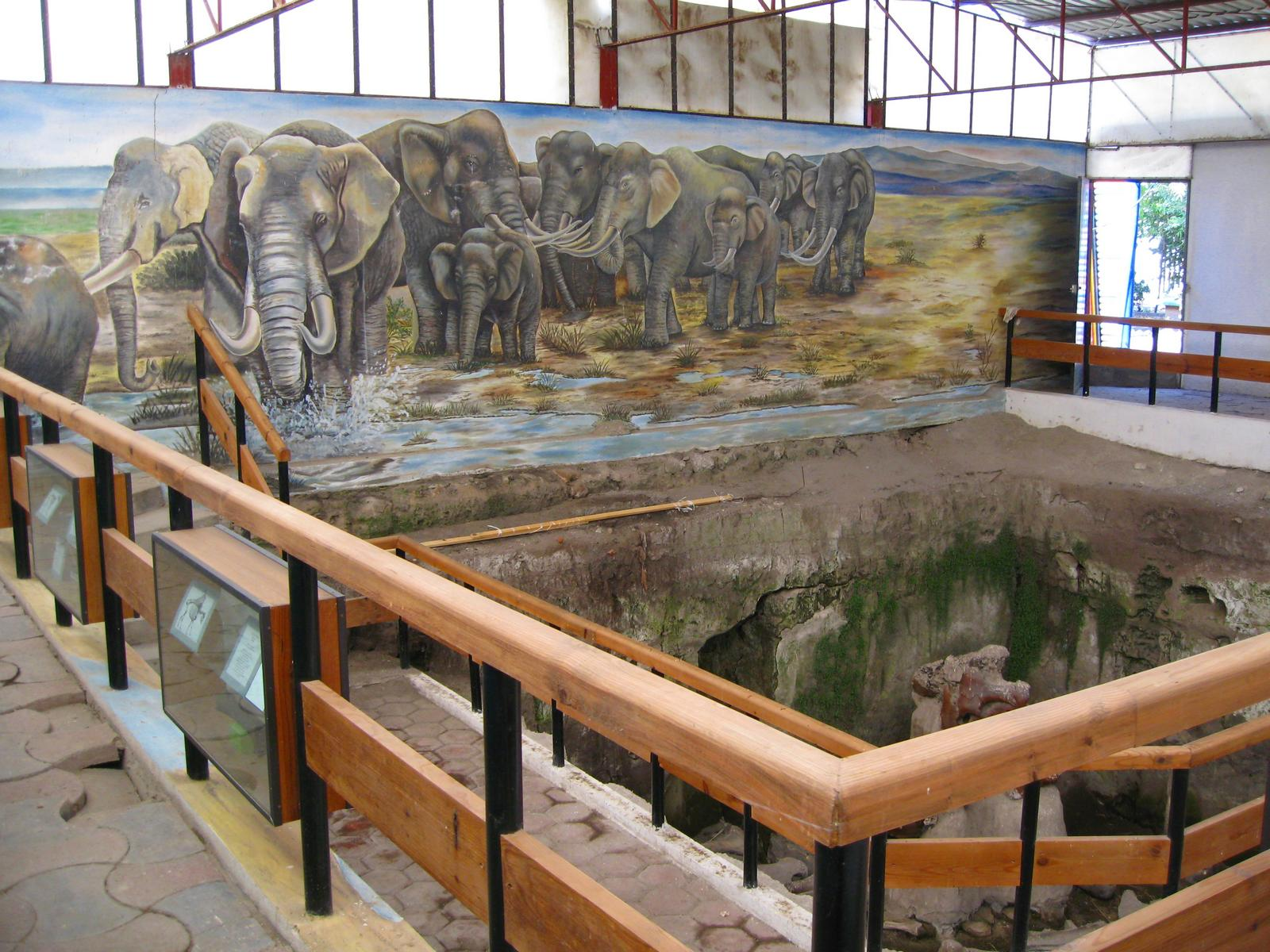
Fundstelle

Die Fundstelle wurde im Juli 1996 bei Grabungsarbeiten entdeckt. Während Joaquín Ramírez den Bau einer Zisterne überwachte, bemerkte er fossilisierte Knochenreste. Sein Bruder Celso, der Besitzer des Grundstücks, unterrichtete das Instituto Nacional de Antropología e Historia (INAH; Nationales Institut für Anthropologie und Geschichte) von dem Fund. Das Institut nahm mehrere Studien vor Ort vor, die die ungewöhnlich hohe Konzentration von Knochen verschiedener Tiere untersuchen sollten.
Das Museo de Paleontología de Tocuila wurde im November 2001 mit der Unterstützung des Grundstückbesitzers, des Dorfes, der Universidad Autónoma Chapingo und des INAH für das Publikum geöffnet.

## Beschreibung des Fundorts

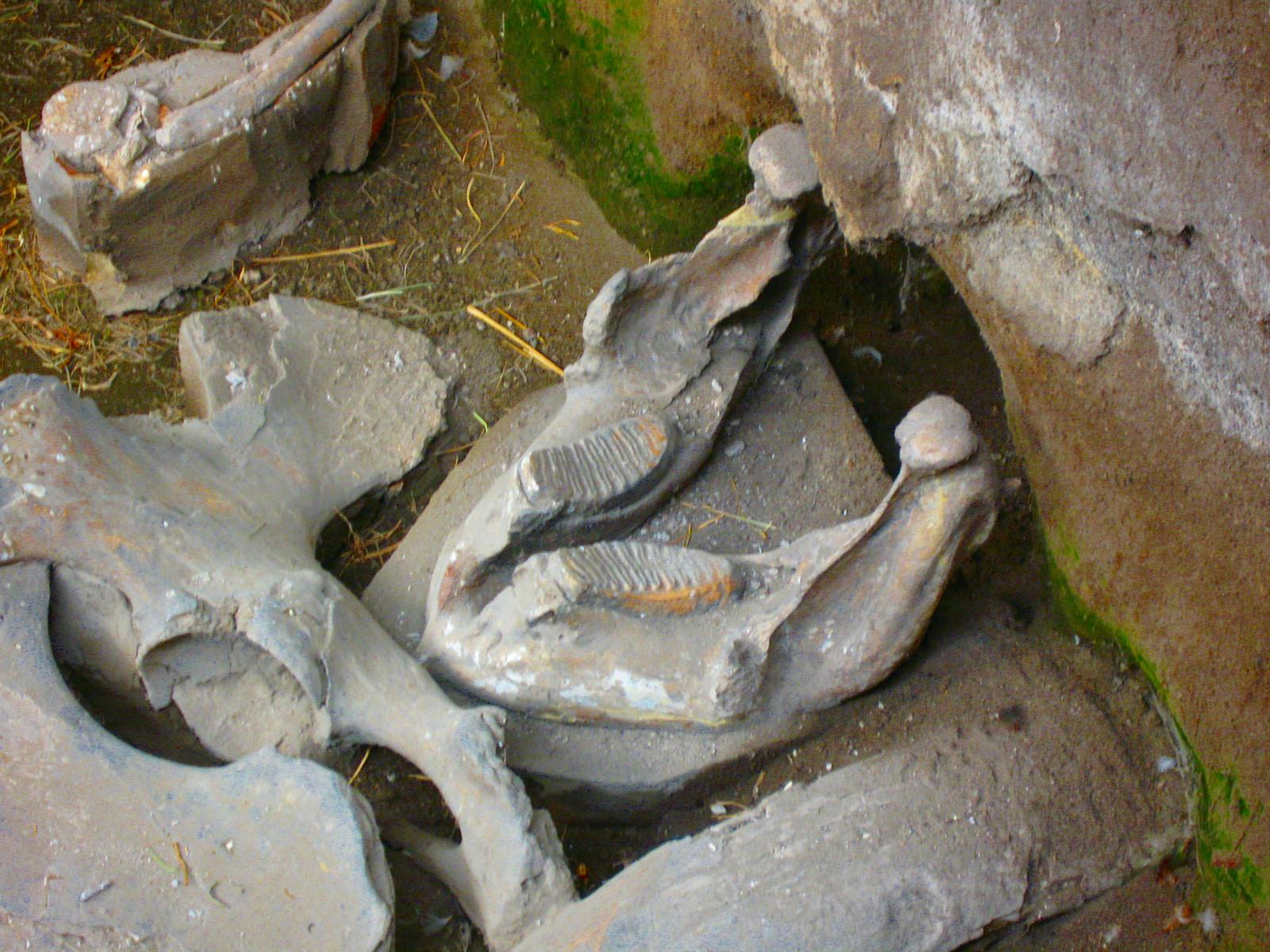
Mammut-Unterkiefer

In den 28 Quadratmetern, die bis jetzt erforscht wurden, entdeckte man in drei Metern Tiefe Reste von mindestens sieben Mammuts (Mammuthus columbi) verschiedenen Alters, von jung bis erwachsen, zusammen mit Knochen mehrerer Tiere, wie Hasen, Wasserbewohnern und Huftiere (Kamel, Pferd, Bison). Die meisten Untersuchungen der Reste deuten auf ein Alter von 10.000 bis 12.000 Jahren hin.

## Hypothesen

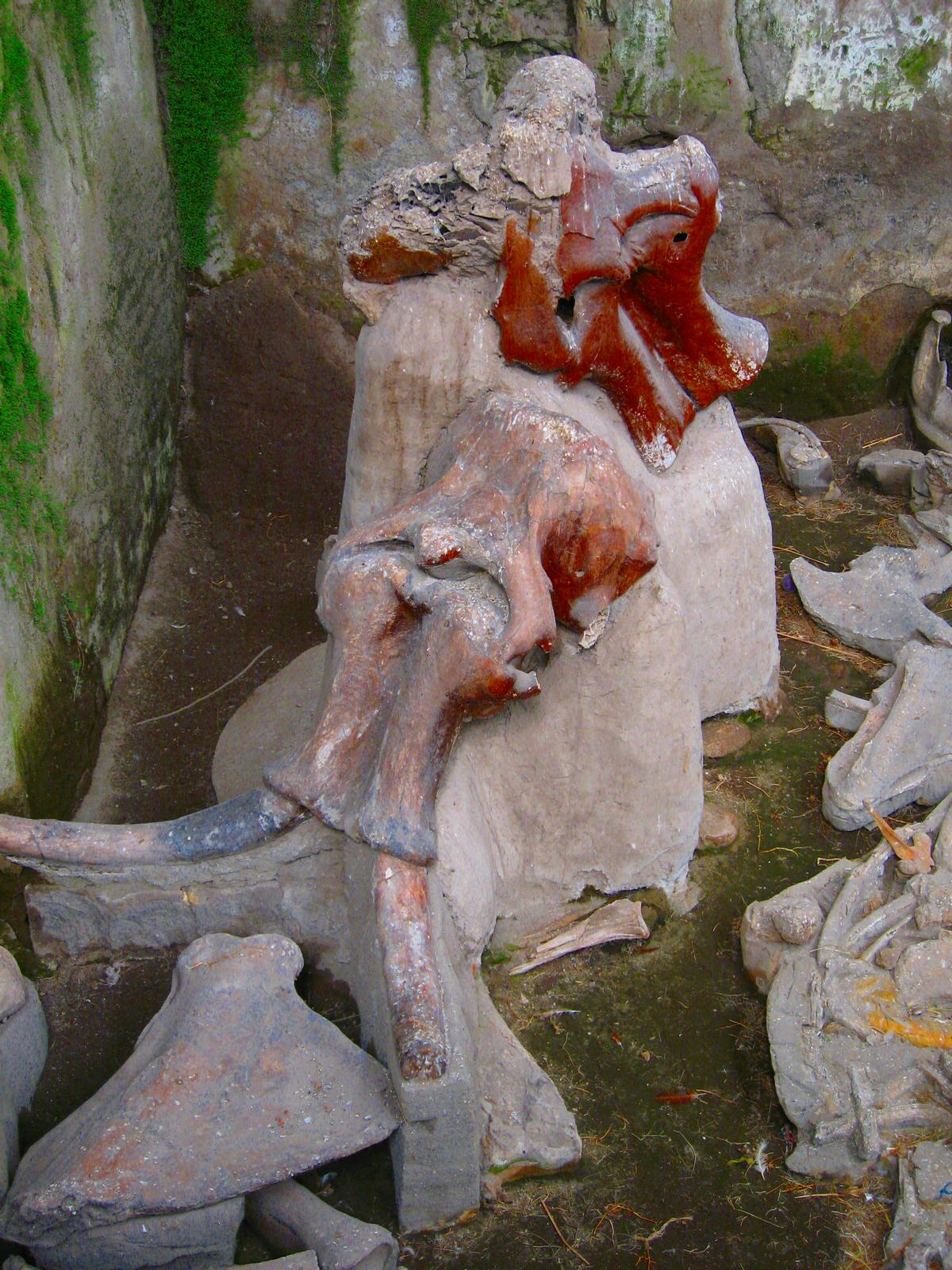
Mammut-Schädel

Es gibt mehrere Hypothesen, die zu erklären versuchen, warum sich so viele Knochenreste an einem einzigen Platz angesammelt haben. 
Die ersten Erklärungen diskutierten die Möglichkeit, dass das Hochwasser des Flusses, der damals in den Texcoco-See mündete, die Mammuts und die übrigen Tiere überrascht, mitgerissen, ertränkt und gemeinsam eingegraben haben könnte. 
Spätere Untersuchungen deuteten aber mehr auf einen Lahar (vulkanischer Schlammstrom) hin. Claus Siebe, Peter Schaaf und Jaime Urrutia-Fucugauchi vermuteten, dass der Schlammstrom vom Vulkan Popocatépetl ausgelöst wurde, während die Ergebnisse der Forschungen von S. Gonzalez, D. Huddart, L. Morett-Alatorre, J. Arroyo-Cabrales und O.J. Polaco auf den Nevado de Toluca hindeuten.
Eine andere Erklärungsmöglichkeit für die Knochenakkumulation bietet die Untersuchung von J. Arroyo-Cabrales, E. Johnson und L. Morett. Nach der Analyse der Knochenfragmente legten sie die Hypothese vor, dass es an dem Ort menschliche Knochenspaltaktivität gab, vielleicht, wie es in Nordamerika üblich war, um Werkzeuge oder Pfeilspitzen herzustellen.